# Паллю
Паллю (фр. Pallud) — коммуна во Франции, департамент Савойя, регион Рона — Альпы. Входит в состав кантона Южин. Округ коммуны — Альбервиль. Код INSEE коммуны — 73196. Мэр коммуны — Джеймс Дюнан-Сотие, мандат действует на протяжении 2014—2020 гг. Коммуна 3-я по площади и плотности населения в кантоне и 2-я по числу жителей.

## География
Коммуна расположена в региональном парке Массив де Бог. Паллю находится в 1 км к северо-востоку от Альбервиля, в 32,06 км от Анси. До Парижа — 621 км по дороге, 466 км географически. Населённый пункт находится на высоте от 348 до 845 метров над уровнем моря, средняя высота — 484 м.

## Климат
Умеренный и тёплый климат Паллю по классификации климатов Кёппена относится к типу Cfb. Даже в засушливые месяцы, в коммуне идут дожди. Средняя температура в году — 10,3 °C. Среднее количество осадков в году 876 мм.
| Показатель              | Янв. | Фев. | Март | Апр. | Май  | Июнь | Июль | Авг. | Сен. | Окт. | Нояб. | Дек. | Год  |
| ----------------------- | ---- | ---- | ---- | ---- | ---- | ---- | ---- | ---- | ---- | ---- | ----- | ---- | ---- |
| Средняя температура, °C | 0,5  | 2,4  | 6,3  | 10,1 | 13,9 | 17,5 | 19,6 | 18,8 | 16,1 | 11,0 | 5,7   | 1,3  | 10,3 |
| Норма осадков, мм       | 63   | 69   | 70   | 66   | 76   | 79   | 62   | 80   | 79   | 71   | 90    | 71   | 876  |
| Источник: Climate Data  |      |      |      |      |      |      |      |      |      |      |       |      |      |

## Население
Согласно переписи 2012 года население Паллю составляло 732 человека (52,6 % мужчин и 47,4 % женщин). Население коммуны по возрастному диапазону распределилось следующим образом: 18,2 % — жители младше 14 лет, 12,0 % — между 15 и 29 годами, 19,9 % — от 30 до 44 лет, 22,6 % — от 45 до 59 лет и 27,2 % — в возрасте 60 лет и старше. Среди жителей старше 15 лет 57,3 % состояли в браке, 28,3 % — не состояли, 7,1 % — были в разводе, 7,2 % — вдовствовали.
Среди населения старше 15 лет (561 человека) 9,1 % населения не имели образования, 11,6 % — имели только начальное образование, 6,0 % — закончили только колледж, 27,4 % — получили аттестат об окончании лицея, 19,2 % — закончили полное среднее образование или среднее специальное образование, 14,1 % — закончили сокращённое высшее образование и 12,7 % — получили полное высшее образование.
В 2012 году из 464 человек трудоспособного возраста (от 15 до 64 лет) 346 были экономически активными, 118 — неактивными (показатель активности 74,7 %, в 2007 году — 73,2 %). Из 346 активных трудоспособных жителей работали 322 человек (179 мужчин и 143 женщины), 24 числились безработными. Среди 118 трудоспособных неактивных граждан 26 были учениками либо студентами, 56 — пенсионерами, а ещё 36 — были неактивны в силу других причин. В коммуне проживало 323 человек старше 15 лет, имеющих работу, причём 13,1 % из них работала в коммуне, а 77,7 % — в пределах департамента Савойя. В 2013 году 5,9 % населения были заняты в сфере сельского хозяйства, 52,9 % — в сфере услуг, 20,6 % — в строительстве. В 2013 году средний доход в месяц составлял 2590 €, в год — 31 080 €.
Динамика населения согласно INSEE:
| Население коммуны в XIX—XXI веках |
| --------------------------------- |
|                                   |

## Выборы
В ходе 1-го тура голосования 2012 года за Николя Саркози проголосовало 27,66 % населения, за Франсуа Олланда 19,57 %, за Марин Ле Пен 22,98 %. Во втором туре 57,02 % проголосовало за Николя Саркози.